# Santo Antônio do Içá (kommun)
Santo Antônio do Içá är en kommun i Brasilien.   Den ligger i delstaten Amazonas, i den nordvästra delen av landet, 2 700 km nordväst om huvudstaden Brasília. Antalet invånare är 24 487.
Följande samhällen finns i Santo Antônio do Içá:
- Santo Antônio do Içá

I omgivningarna runt Santo Antônio do Içá växer i huvudsak städsegrön lövskog. Runt Santo Antônio do Içá är det mycket glesbefolkat, med 2 invånare per kvadratkilometer.